# Mimasaka (ville)
Pour les articles homonymes, voir Mimasaka.
Mimasaka  (美作市, Mimasaka-shi) est une ville située dans la préfecture d'Okayama, au Japon.

## Géographie

### Situation
Mimasaka est située dans le nord-est de la préfecture d'Okayama.

### Démographie
En novembre 2011, la population de Mimasaka était estimée à 30 019 habitants, répartis sur une superficie de 429,29 km2. En décembre 2021, elle était de 26 528 habitants.

### Topographie
Le mont Ushiro, la plus haute montagne de la préfecture d'Okayama, est située dans le nord-est de la ville.

### Hydrographie
- Rivières : Yoshino, Kajinami

### Préfectures et municipalités attenantes
- Préfecture d'Okayama
  - Bizen
  - Wake
  - Misaki
  - Shōō
  - Nagi
  - Nishiawakura
- Préfecture de Hyōgo
  - Shisō
  - Sayō
- Préfecture de Tottori
  - Chizu

## Histoire
Le village où est né Miyamoto Musashi (12 mars 1584-19 mai 1645), Miyamoto, ainsi que le bourg d'Ōhara attenant mais aussi Aida, Sakutō, le village de Higashiawakura (du district d'Aida) et la ville de Katsuta (du district de Katsuta) font partie du regroupement des communes autour de la ville Mimasaka, capitale de la province de Mimasaka.
Ce regroupement moderne issu de l'histoire fut fondé le 31 mars 2005.

## Sports
Le circuit international d'Okayama se trouve à Mimasaka.
Le budokan Miyamoto Musashi a été inauguré le 20 mai 2000, date anniversaire de Miyamoto Musashi.

## Transports
La ville est desservie par la ligne Kishin de la JR West et la ligne Chizu de la Chizu Express.

## Jumelages
Mimasaka est jumelée avec :
- Saint-Valentin (France) depuis 1988[2],
- Echizen (Japon) depuis 1990,
- Neyagawa (Japon) depuis 1991,
- Sankt Valentin (Autriche) depuis 1994,
- Saint-Valentin (Canada) depuis 1997.

## Personnalités liées à la municipalité
- Seiji Hagiwara (né en 1956 à Okayama, il est 31e puis 32e maire d’Okayama, membre de la Chambre des représentants au sein de la Diète et 4e maire de Mimasaka depuis 2014).
- Miyamoto Musashi
- Tomoji Abe
- Doshin So
- Atsuko Asano